# Mandarin Oriental (Hongkong)
De Mandarin Oriental is een vijfsterrenhotel en onderdeel van de Mandarin Oriental Hotel Group in Central, Hongkong gelegen op Connaught Road dicht bij de waterkant van Victoria Harbour. Het hotel opende in 1963 en reeds in 1967 werd het door Fortune samen met het Ritz in Parijs, het Grand in Rome, en de Connaught in Londen als een van de elf meest vermaarde hotels wereldwijd beschouwd.
In 1963 was het hotel het hoogste gebouw in Hongkong. Intussen is het een van de kleinere wolkenkrabbers geworden. Het hotel was het eerste in Hongkong met doorkiesnummers en het eerste hotel in heel Azië met ligbaden in elke kamer.
Het hotel telt een hele reeks diplomaten, politici en bekendheden onder zijn vaste gasten waaronder prinses Diana, Tom Cruise, Richard Nixon, Margaret Thatcher, Gerald Ford, Tom Cruise, Bill Clinton, Kate Moss of Kevin Costner.